# Tatjana Rebtsovskaja
Tatjana Anatolievna Rebtsovskaja (Russisch: Татьяна Анатольевна Ребцовская) (Severodvinsk, 20 januari 1978 - Jekaterinenburg, 20 januari 2004) was een Russische basketbalspeelster die uitkwam voor SGAU Samara en UMMC Jekaterinenburg.

## Carrière
Rebtsovskaja begon haar profcarrière bij SGAU Samara in 1995. In 1998 stapte ze over naar het eerste team van UMMC Jekaterinenburg. Met UMMC werd ze één keer Landskampioen van Rusland in 2002 en drie keer tweede in 1999, 2000 en 2001. Na het seizoen 2001/02 stopte ze met basketbal na vele blessures. Twee jaar na het einde van haar carrière deed zich een tragedie voor. Op de dag van haar 26e verjaardag sprong Tatjana Rebtsovskaja uit het raam van haar appartement op de 10e verdieping.

## Erelijst
- Landskampioen Rusland: 1
  - Winnaar: 2002
  - Tweede: 1999, 2000, 2001